# Yonabaru
Yonabaru (japanska: 与那原町?, Yonabaru-chō), okinawianska:Yunabaru, är en landskommun (köping) i Okinawa prefektur, Japan. Den ligger på huvudön Okinawa cirka 8 kilometer öster om residensstaden Naha. 